# Championnat d'Afrique masculin de volley-ball 1995
Navigation
Championnat d'Afrique 1993 Championnat d'Afrique 1997
Le 10e championnat d'Afrique masculin de volley-ball se déroule du 13 au 21 octobre 1995 à Tunis (Tunisie) en une poule unique sous forme de championnat en simple aller. Il met aux prises les six meilleures équipes continentales.

## Équipes engagées
- Tunisie
- Algérie
- Égypte
- Maroc
- Cameroun
- Kenya

## Résultats
Le classement final est le suivant :
| # | Équipe   | Pts | J | G | P | Sp | Sc | Ratio | Pp | Pc | Ratio |
| - | -------- | --- | - | - | - | -- | -- | ----- | -- | -- | ----- |
| 1 | Tunisie  | 10  | 5 | 5 | 0 | 15 | 2  | 7.5   | 0  | 0  |       |
| 2 | Égypte   | 9   | 5 | 4 | 1 | 12 | 6  | 2     | 0  | 0  |       |
| 3 | Algérie  | 8   | 5 | 3 | 2 | 11 | 7  | 1.571 | 0  | 0  |       |
| 4 | Maroc    | 7   | 5 | 2 | 3 | 9  | 11 | 0.818 | 0  | 0  |       |
| 5 | Cameroun | 6   | 5 | 1 | 4 | 6  | 12 | 0.5   | 0  | 0  |       |
| 6 | Kenya    | 5   | 5 | 0 | 5 | 0  | 15 | 0     | 0  | 0  |       |

La Tunisie est sacrée championne d'Afrique 1995 en remportant cinq victoires sur cinq, suivie de l'Égypte (quatre victoires en cinq matchs). L'Algérie est classée troisième avec trois victoires et deux défaites.

## Classement final
| Place              | Équipe   |
| ------------------ | -------- |
| Médaille d'or      | Tunisie  |
| Médaille d'argent  | Égypte   |
| Médaille de bronze | Algérie  |
| 4                  | Maroc    |
| 5                  | Cameroun |
| 6                  | Kenya    |

## Vainqueur
| Championnat d'Afrique de volley-ball — Vainqueur 1995 |
| ----------------------------------------------------- |
| Tunisie Cinquième titre                               |